# Списак градова у Црној Гори
Ово је списак градова и места са преко 10.000 становника (или мање ако општина има преко 20.000 становника) у Црној Гори. За комплетну листу насељених места погледајте Списак насељених места у Црној Гори.

## Списак
За списак општина, погледајте Општине Црне Горе; за категорију погледајте Категорија:Насељена места у Црној Гори. Списак градова са преко 10.000 становника или мање ако општина има преко 20.000 становника:
| #  | Грб | Град        | 2011    | Општина |
| -- | --- | ----------- | ------- | ------- |
| 1  |     | Подгорица   | 150,977 | 185.937 |
| 2  |     | Никшић      | 56.970  | 72.443  |
| 3  |     | Херцег Нови | 19.536  | 30.864  |
| 4  |     | Пљевља      | 19.489  | 30.786  |
| 5  |     | Бар         | 17.727  | 42.048  |
| 6  |     | Бијело Поље | 15.400  | 46.051  |
| 7  |     | Цетиње      | 13.918  | 16.757  |
| 8  |     | Будва       | 13.338  | 19.218  |
| 9  |     | Котор       | 12.583  | 22.947  |
| 10 |     | Беране      | 11.073  | 33.970  |
| 11 |     | Улцињ       | 10.828  | 20.290  |
| 12 |     | Тиват       | 10.149  | 14.111  |
| 13 |     | Рожаје      | 9.567   | 22.964  |